# Дембниця (Островський повіт)
Дембниця (пол. Dębnica) — село в Польщі, у гміні Пшиґодзиці Островського повіту Великопольського воєводства.
Населення — 1248 осіб (2011).
У 1975-1998 роках село належало до Каліського воєводства.

## Демографія
Демографічна структура станом на 31 березня 2011 року:
|          | Загалом | Допрацездатний вік | Працездатний вік | Постпрацездатний вік |
| -------- | ------- | ------------------ | ---------------- | -------------------- |
| Чоловіки | 634     | 127                | 462              | 45                   |
| Жінки    | 614     | 124                | 385              | 105                  |
| Разом    | 1248    | 251                | 847              | 150                  |